# Самогубці: історія кохання
«Самогубці: історія кохання» (англ. Wristcutters: A Love Story) — драматична кінострічка режисера Горана Дукича 2006 року, що розповідає про пригоди друзів в потойбічному світі самогубців. Головні ролі в котрій зіграли Патрік Ф'юджит, Ши Вігхем і Шеннін Соссамон.

## Сюжет
Після акту самогубства молодий хлопець на ім'я Зія потрапляє в шалений потойбічний світ, що був створений саме для таких, як він — світ самогубців. Цей світ зустрічає своїх гостей принизливою працею, брудними генделиками зі старими музичними апаратами. Отримавши роботу у піцерії, Зія розуміє, що його нове життя зовсім не відрізняється від попереднього… тільки трохи гірше… Але все змінюється, коли він дізнається, що дівчина, котру він кохав, також звела рахунки із своїм життям. Зія рушає в подорож по безлюдним дорогам потойбічного світу, аби знайти найбільшу любов свого земного буття.

## У ролях
- Патрік Фьюджит — Зія
- Ши Вігхем — Юджин
- Шеннін Соссамон — Мікал
- Леслі Бібб — Дезіре
- Марк Бун молодший — Майк
- Клейн Крауфорд — Джим
- Том Вейтс — Кнеллер
- Віл Арнет — Мессія

## Критика
Кінострічка зібрала 446 165 доларів в американському прокаті при бюджеті в 1 млн. На сайті Rotten Tomatoes фільм має рейтинг 65 %

## Цікаві факти
- Ім'я та образ головного героя Юджина є посиланням до особистості фронтмена американського гурту Gogol Bordello Євгенія Гудзя. В кінострічці неодноразово можна почути такі пісні гурту як: «Through the Roof 'n' Underground», «Occurrence on the Border», «Hulliganjeta».